# Antimony
Antimony è una città nella Contea di Garfield nello Utah.
Secondo il censimento del 2000 gli abitanti erano 122 mentre nel 1990 erano 83.
Antimony si estende per un'area di 26.2 Km².